# 2. Goya-gála
A 2. Goya-gála során az 1987-ben bemutatott spanyol filmeket értékelték. A jelölteket az Academy of Cinematographic Arts and Sciences of Spain választotta ki. A madridi Palacio de Congresosban tartott ceremóniát az Televisión Española közvetítette 1988. március 22-én. A műsor házigazdája Fernando Rey volt. A gála során Rafaela Aparicio kapta meg a tiszteletbeli Goya-díjat.

## Győztesek és jelöltek
A nyertesek félkövérrel jelölve.

### Fő díjak
| Legjobb film | Legjobb rendező |
| --- | --- |
| - Eleven erdő - Divinas palabras - El Lute (camina o revienta)                                                                   | - José Luis Garci — Asignatura aprobada - Vicente Aranda — El Lute (camina o revienta) - Bigas Luna — Szorongás           |
| Legjobb férfi főszereplő | Legjobb női főszereplő |
| - Alfredo Landa — Eleven erdő - Imanol Arias — El Lute (camina o revienta) - José Manuel Cervino — La guerra de los locos        | - Verónica Forqué — Vidám élet - Victoria Abril — El Lute (camina o revienta) - Irene Gutiérrez Caba — Bernarda Alba háza |
| Legjobb férfi mellékszereplő | Legjobb női mellékszereplő                                                                                                |
| - Juan Echanove — Divinas palabras - Agustín González — Moros y cristianos - Pedro Ruiz — Moros y cristianos                     | - Verónica Forqué — Moros y cristianos - Marisa Paredes — Cara de acelga - Terele Pávez — Laura, del cielo llega la noche |
| Legjobb forgatókönyv | Legjobb iberoamerikai film                                                                                                |
| - Eleven erdő — Rafael Azcona - La guerra de los locos — Manolo Matji - Moros y cristianos — Rafael Azcona, Luis García Berlanga | - Lo que importa es vivir — Mexikó - Hombre mirando al sudeste — Argentína - Un hombre de éxito — Kuba                    |

### Egyéb díjak
| Legjobb operatőr | Legjobb vágás |
| --- | --- |
| - Divinas palabras — Fernando Arribas - Eleven erdő — Javier Aguirresarobe - La rusa — Hans Burmann                                                                | - Divinas palabras — Pablo González del Amo - A vallecasi trafikosnő — Julio Peña - Tábornok úr! — José Luis Matesanz |
| Legjobb gyártásvezető | Legjobb vizuális effektusok                                                                                           |
| - Cara de acelga — Marisol Carnicero - Asignatura aprobada — Mario Morales - Policía — Daniel Vega                                                                 | - Szorongás — Francisco Teres - Descanse en piezas — John Collins - A los cuatro vientos — Julián Martín              |
| Legjobb hang | Legjobb eredeti filmzene                                                                                              |
| - Divinas palabras — Miguel Ángel Polo, Enrique Molinero - Eleven erdő — Bernardo Menz, Enrique Molinero - El pecador impecable — Carlos Faruolo, Enrique Molinero | - Eleven erdő — José Nieto - Divinas palabras — Milladoiro - Los invitados — Raúl Alcover                             |
| Legjobb látványtervezés | Legjobb jelmeztervezés                                                                                                |
| - Bernarda Alba háza — Rafael Palmero - Eleven erdő — Félix Murcia - La monja alférez — Eduardo Torre de la Fuente                                                 | - Eleven erdő — Javier Artiñano - Bernarda Alba háza — Pepe Rubico - A los cuatro vientos — Javier Artiñano           |

## Fordítás
- Ez a szócikk részben vagy egészben  a(z)   2nd Goya Awards című angol Wikipédia-szócikk fordításán alapul.  Az eredeti cikk szerkesztőit annak laptörténete sorolja fel. Ez a jelzés csupán a megfogalmazás eredetét és a szerzői jogokat jelzi, nem szolgál a cikkben szereplő információk forrásmegjelöléseként.